# The Raid 2
Pour les articles homonymes, voir The Raid.
Série
The Raid
(2012)
Pour plus de détails, voir Fiche technique et Distribution.
The Raid 2 est un film d'action et d'arts martiaux américano-indonésien écrit, réalisé et monté par Gareth Evans et sorti en 2014. C'est la suite du film The Raid, sorti en 2012.

## Synopsis
L'histoire commence à la suite de l'assaut du premier volet qui a fini par un fiasco.
Rama est récupéré par un petit groupe de policiers qui tente de lutter contre le crime organisé et la corruption des flics véreux. Il accepte une nouvelle mission : infiltrer le syndicat du crime et faire tomber les dirigeants. Pour cela, il doit abandonner sa famille et se faire emprisonner dans la même prison qu'Uco, le fils de Bangun qui est le chef de la mafia indonésienne de Jakarta. Rama en prison est considéré comme un redoutable criminel car il est invaincu dans les combats contre les prisonniers envoyés pour le battre. Rama protège Uco et sa bande contre d'autres gangs et son père les fait sortir tous deux de prison après seulement deux ans d’incarcération. Rama fait ensuite allégeance à Bangun qui le considère comme garde du corps d’Uco qui devra l'informer des actions de son fils dont il se méfie. Uco ne respecte plus son père qu'il estime faible devant l'organisation mafieuse japonaise ennemie et concurrente des parts de marché de la drogue et du crime et il ne pense plus qu’à détrôner son père pour prendre sa place.
Depuis dix ans Bangun a fait une trêve avec Goto le redoutable chef japonais des yakuzas qui a précédemment attiré les policiers intègres dans un piège mortel où le frère de Rama en est mort. Uco rompt la trêve en s'alliant avec un autre parrain local mineur qui est allié d’un autre secrètement à la solde de Goto. Une guerre s’ensuit entre indonésiens et yakuzas aidés des policiers corrompus. Uco qui a tué son père d'une balle en pleine tête pour prendre sa place, voit tuer ses acolytes et finit par mourir dans les bras de Rama après qu'il a tué tous ses opposants. Rama reste le seul rescapé de ce massacre. Le dernier plan le montre arrivant devant Goto et son groupe a qui il dit Non. Cette fin suggère qu’il est reconnu comme un invincible guerrier et admiré selon le code d'honneur des yakuzas mais qu’il refusera désormais de devenir des leurs car il a achevé sa vendetta en vengeant son frère.

## Fiche technique
- Titre original : The Raid 2: Berandal
- Titre français : The Raid 2
- Titre québécois : Le Raid 2 : La Vengeance
- Réalisation : Gareth Evans
- Scénario : Gareth Evans
- Acteurs/Actrices : Iko Uwais
- Direction artistique :
- Décors :
- Costumes :
- Photographie : Matt Flannery et Dimas Imam Subhono
- Son :
- Montage : Gareth Evans
- Musique : Aria Prayogi, Joseph Trapanese et Fajar Yuskemal
- Chorégraphie : Iko Uwais
- Production : Nate Bolotin
- Société(s) de production : Pt. Merantau Films et XYZ Films
- Société(s) de distribution : Pt. Merantau Films (Indonésie) et Sony Pictures Classics (États-Unis)
- Budget : 4 500 000 $ [1]
- Pays d'origine : Indonésie et États-Unis
- Langue : indonésien, japonais et anglais
- Format : couleur - 35 mm - 1.85:1
- Genre : Action
- Durée : 150 minutes
- Dates de sortie :
  - États-Unis : 21 janvier 2014 (festival du film de Sundance 2014)
  - Indonésie : 28 mars 2014
  - France : 23 juillet 2014

- Classification :
  - France : Interdit aux moins de 16 ans avec avertissement lors de sa sortie en salle
  - États-Unis : R

## Distribution
- Iko Uwais (VF : Rémi Bichet) : Rama / Yuda
- Tio Pakusadewo : Bangun
- Arifin Putra (VF : Adrien Larmande) : Uco
- Oka Antara (VF : Stéphane Pouplard) : Eka
- Alex Abbad : Bejo
- Cecep Arif Rahman : L'assassin
- Julie Estelle : Alicia / La fille aux marteaux
- Very Tri Yulisman : L'homme à la bate de baseball
- Ryuhei Matsuda : Keichi
- Ken'ichi Endō : Goto
- Kazuki Kitamura : Ryuichi
- Roy Marten (VF : Patrick Béthune) : Reza
- Yayan Ruhian (VF : Jérémy Prévost) : Prakoso
- Epy Kusnandar (VF : Christophe Desmottes) : Topan
- Zack Lee : Bemi
- Donny Alamsyah (en) : Andi
- Tegar Satrya : Bowo

Source et légende : version française (VF) sur RS Doublage

## Distinctions

### Nominations et sélections
- Festival du film de Sundance 2014 : sélection « Premieres »